# Tuffi ai Giochi della XXVIII Olimpiade - Trampolino 3 metri sincro femminile
Hanno partecipato 8 coppie di atlete.

## Medaglie
| Posizione | Atleta                        | Paese     |
| --------- | ----------------------------- | --------- |
|           | Wu Minxia Guo Jingjing        | Cina      |
|           | Vera Il'ina Julija Pachalina  | Russia    |
|           | Irina Laško Chantelle Michell | Australia |

## Risultati
| Posizione | Tuffatori                                 | Nazione       | Punti dopo 4 tuffi | Posizione dopo 4 tuffi | Punti totali |
| --------- | ----------------------------------------- | ------------- | ------------------ | ---------------------- | ------------ |
|           | Wu Minxia Guo Jingjing                    | Cina          | 261,30             | 1                      | 336,90       |
|           | Vera Il'ina Julija Pachalina              | Russia        | 248,04             | 2                      | 330,84       |
|           | Irina Laško Chantelle Michell             | Australia     | 242,70             | 3                      | 309,30       |
| 4         | Tandi Gerrard Jane Smith                  | Gran Bretagna | 235,83             | 4                      | 302,25       |
| 5         | Laura Sánchez Soto Paola Espinosa         | Messico       | 228,12             | 5                      | 286,92       |
| 6         | Ditte Kotzian Conny Schmalfuss            | Germania      | 213,09             | 7                      | 279,69       |
| 7         | Blythe Hartley Émilie Heymans             | Canada        | 218,10             | 6                      | 276,90       |
| 8         | Diamantina Georgatou Sotiria Koutsopetrou | Grecia        | 211,53             | 8                      | 270,33       |